# Adelgunde von Portugal

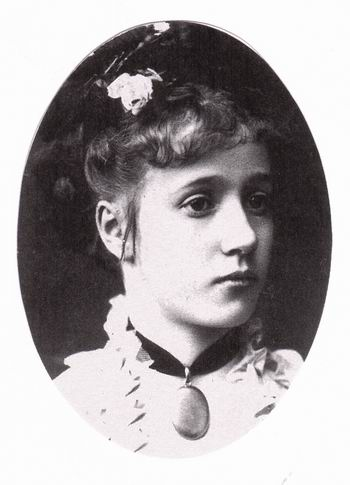
Infantin Adelgunde von Portugal

Adelgunde de Bragança (portugiesisch: Dona Aldegundes de Jesus Maria Francisca de Assis e de Paula Adelaide Eulália Leopoldina Carlota Micaela Rafaela Gabriela Gonzaga Inês Isabel Avelina Ana Estanislau Sofia Bernardina de Bragança) (* 10. November 1858 in Bronnbach an der Tauber, jetzt: Wertheim; † 15. April 1946 in Bern) war Herzogin von Guimarães und eine Infantin von Portugal.

## Leben
Adelgunde war Tochter von König Michael I. von Portugal und dessen Gattin, der Prinzessin Adelheid von Löwenstein-Wertheim-Rosenberg, die in Bronnbach im Exil lebten.
Am 15. Oktober 1876 heiratete sie den Prinzen von Parma Henri di Bourbon, einen Sohn von Herzog Karl III. von Parma und der französischen Prinzessin Louise Marie Thérèse de Bourbon-Artois, in Salzburg, Österreich. Die Ehe der beiden blieb ohne Nachwuchs. Adelgunde hatte aber neun Fehlgeburten.
Adelgunde verbrachte ihren Lebensabend in Bern, in der Schweiz, wo sie am 15. April 1946 mit 87 Jahren starb.